# Marcus Fysh
Marcus John Hudson Fysh, né le 8 novembre 1970, est un homme politique britannique, membre du Parti conservateur et ancien gestionnaire d'investissement.
Il est député de Yeovil de 2015 à 2024. Il est partisan de Leave Means Leave, un groupe de pression pro-Brexit et fait campagne pour quitter l'UE lors du référendum de 2016.

## Jeunesse et carrière
Fysh est né le 8 novembre 1970 en Australie. Sa famille déménage au Royaume-Uni quand il a trois ans. Il fait ses études privées au Winchester College dans le Hampshire et étudie ensuite la littérature au Corpus Christi College d'Oxford. Avant son élection, il dirige des entreprises dans les secteurs de l'agriculture et de la santé, après avoir travaillé pour Mercury Asset Management, spécialisé dans l'investissement dans les entreprises de la région Asie-Pacifique,.
Fysh est élu pour le Parti conservateur en tant que conseiller de district de South Somerset en 2011, représentant le quartier de Yeovil South, où il siège pendant un mandat de quatre ans,. En 2013, il est élu pour représenter le quartier de Coker du Somerset County Council ; après son élection en tant que député, il ne se représente pas aux élections locales suivantes en 2017.

## Carrière parlementaire
Fysh est élu député de la circonscription de Yeovil le 7 mai 2015,. Il est réélu avec une majorité renforcée aux élections générales de 2017 puis a encore accru sa majorité en 2019.
Il se montre critique avec le premier ministre Boris Johnson, contestant en particulier la hausse des prélèvements sociaux pour financer le système de santé britannique, une décision qu'il qualifie de « socialiste ».

## Vie privée
Fysh vit à Londres et au prieuré de Naish, dont certaines parties datent du XIVe siècle, dans le village d'East Coker,.